# Larry Scott
Larry Dee Scott (ur. 12 października 1938 w Blackfoot, zm. 8 marca 2014 w Salt Lake City) – amerykański kulturysta zawodowy, pierwszy w historii, dwukrotny zdobywca tytułu Mr. Olympia (1965-1966).

## Życiorys

### Wczesne lata
Urodził się w Blackfoot w stanie Idaho jako syn They D. Warren Scott (1918-2000) i mechanika Wayne'a Mariona Scotta (1913-1998). Miał młodszego brata Perry'ego Jaya (1946-2010). W wieku 16 lat rozpoczął treningi z ciężarami. Studiował na wydziale elektroniki w California Air College.

### Kariera
Mając 20 lat wygrał konkurs Mr. Idaho 1959. Po przeprowadzce do Kalifornii, zwyciężył w zawodach Mr. California (1960), Mr. Pacific Coast (1961), Mr. America (1962) i Mister Universe (1964). Zagrał drugoplanową rolę w komedii muzycznej Muscle Beach Party (1964) u boku Annette Funicello, Frankiego Avalona i Steviego Wondera. W pierwszej połowie lat 60. był również wziętym modelem, pracował z tak znanymi fotografami jak Bruce Bellas i Don Whitman.
Gdy Joe Weider stworzył tytuł Mr. Olympia w federacji IFBB, Scott wygrał dwa pierwsze konkursy w 1965 w Brooklyn Academy of Music i otrzymał przydomek złotego chłopca, dostał złotą koronę. W 1966 roku wygrał 1000 dolarów i został pierwszym w historii zawodowym mistrzem świata federacji IFBB – Mr. Olympia. Po zdobyciu drugiego tytułu wycofał się ze startów, osiadł w Salt Lake City i zajął interesami. Regularnie zamieszczał swoje teksty w branżowych periodykach kulturystycznych. Jest jedynym kulturystą w historii tej dyscypliny, który nigdy nie został pokonany na zawodach Mr. Olympia. W okresie swojej najlepszej formy przy wzroście 170 cm. ważył 93 kg, obwód jego ramienia wynosił 50 cm. Powrócił na krótko do konkurencji w 1979 roku, przed przejściem na emeryturę na dobre w roku 1980.

### Życie osobiste
Był członkiem kościoła mormonów. Był żonaty z Rachel Scott (z domu Ichikawa). Miał pięcioro dzieci: córkę Susan i synów – Nathana i Erina. Jego syn Derek zginął w wypadku motocyklowym w 1992 roku, a syn Michael zmarł w 1993.
Zmarł 8 marca 2014 w Salt Lake City z powodu choroby Alzheimera.

## Tytuły
- 1959 Mr. Idaho – I miejsce
- 1960 Mr. California – AAU, I miejsce
- 1960 Mr. California – AAU, najbardziej muskularny, I miejsce
- 1960 Mr. Los Angeles – AAU, III miejsce
- 1960 Mr. Los Angeles – AAU, najbardziej muskularny, III miejsce
- 1961 Mr. Pacific Coast – AAU, I miejsce
- 1961 Mr. Pacific Coast – AAU, najbardziej muskularny, I miejsce
- 1962 Mr. America – Medium, II miejsce i w klasyfikacji ogólnej
- 1963 Mr. Universe, Medium, I miejsce
- 1964 Mr. Universe – Medium, I miejsce i w klasyfikacji ogólnej
- 1965 Mr. Olympia – I miejsce
- 1966 Mr. Olympia – I miejsce
- 1979 Canada Diamond Pro Cup, IX miejsce
- 1979 Grand Prix Vancouver